# Rosita (film)
Pour l’article homonyme, voir Rosita.
Pour plus de détails, voir Fiche technique et Distribution.
Rosita est un film muet américain réalisé par Ernst Lubitsch et Raoul Walsh (non crédité), sorti en 1923.

## Synopsis
Le roi d'Espagne tombe amoureux de Rosita, une chanteuse de rue, qui, elle, aime Don Diego, un noble sans le sou qui l'a défendue lorsque les gardes du roi ont voulu l'arrêter pour avoir chanté un pamphlet à propos du roi. Rosita et Don Diego sont emprisonnés, Don Diego étant condamné à mort. Rosita est convoquée par le roi qui lui offre des vêtements et une villa luxueuse. Le roi arrange un mariage entre Rosita et Don Diego, tous deux ayant les yeux bandés, faisant de Rosita une comtesse avant d'être une veuve. La reine sauve la vie de Don Diego en plaçant des cartouches à blanc dans les armes du peloton d'exécution. Don Diego, faisant semblant d'être mort, est amené à la villa de Rosita et gagne le pardon du roi en sauvant sa vie, alors que Rosita en deuil voulait le frapper avec son couteau.

## Fiche technique
- Titre original : Rosita
- Réalisation : Ernst Lubitsch et Raoul Walsh (non crédité)[1]
- Scénario : Edward Knoblock d'après la pièce Don César de Bazan d'Adolphe d'Ennery et Philippe Dumanoir
- Direction artistique : William Cameron Menzies
- Décors : Svend Gade
- Costumes : Mitchell Leisen
- Photographie : Charles Rosher
- Musique : Louis F. Gottschalk
- Production : Mary Pickford
- Société de production : Mary Pickford Company
- Société de distribution : United Artists
- Pays de production :  États-Unis
- Langue originale : anglais
- Format : Noir et blanc - 35 mm — 1,37:1- Muet
- Genre : Comédie romantique
- Durée : 89 minutes
- Date de sortie :
  - États-Unis : 28 octobre 1923

## Distribution

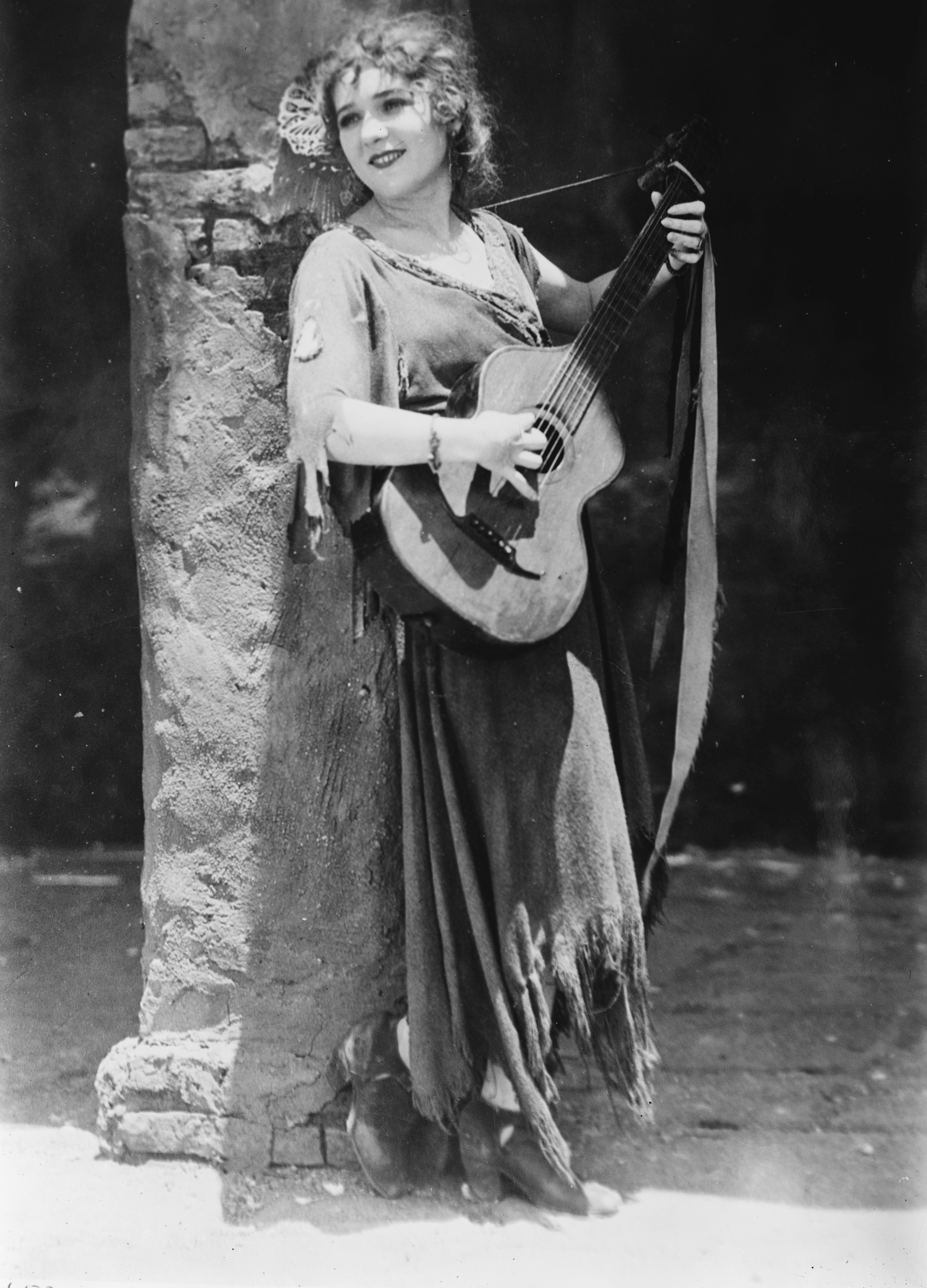
Mary Pickford dans « Rosita ».

- Mary Pickford : Rosita, une chanteuse de la rue
- Holbrook Blinn : Le roi
- Irene Rich : La reine
- George Walsh : Don Diego
- Charles Belcher : Le premier ministre
- Frank Leigh : Le commandant de la prison
- Mathilde Comont : La mère de Rosita
- George Periolat : Le père de Rosita
- Bert Sprotte : Le grand geôlier
- Snitz Edwards : Le petit geôlier
- Madame De Bodamere : La bonne
- Philippe De Lacy : Le frère de Rosita
- Donald McAlpin : Le frère de Rosita

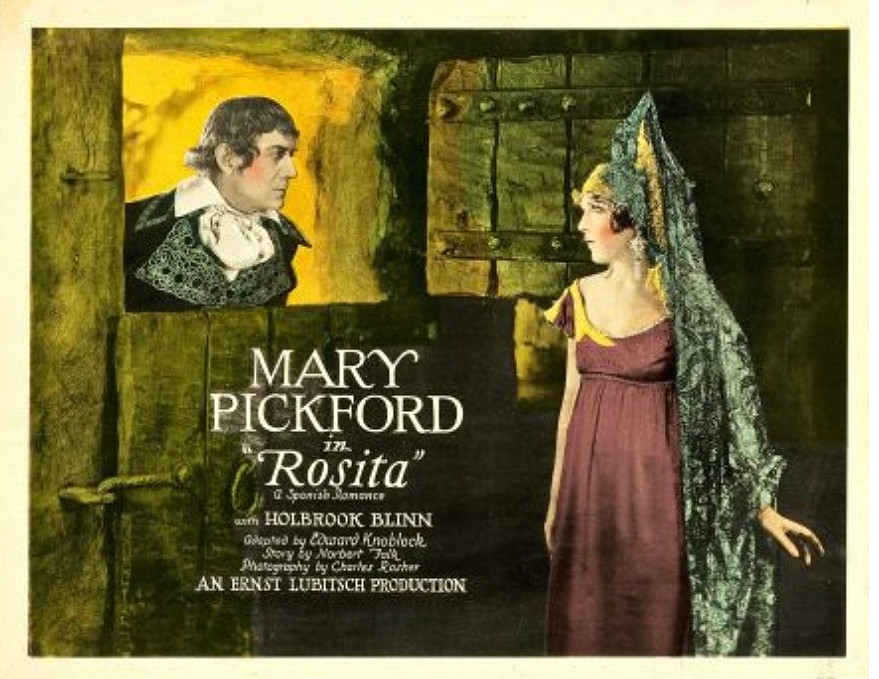
Carte promotionnelle du film.

- Doreen Turner : La sœur de Rosita
- Mario Carillo : Le majordome

## Autour du film
- C'est le premier film américain d'Ernst Lubitsch[2]
- La même pièce de théâtre a servi de source à un autre film la même année : The Spanish Dancer, produit par Paramount Pictures, réalisé par Herbert Brenon, avec Pola Negri et Antonio Moreno